# 須田琉雅
須田 琉雅（すだ りゅうが、2005年〈平成17年〉12月5日 - ）は、日本の子役である。テアトルアカデミー所属。

## 人物
特技は水泳とサッカー。
3人兄弟の長男で、同事務所に所属している瑛斗、理央の兄。理央とは『極悪がんぼ』にて兄妹役で共演した。さらに『青春探偵ハルヤ〜大人の悪を許さない!〜 』では3人揃って兄弟役として共演している。

## 出演

### 映画
- 図書館戦争（2013年）
- ペコロスの母に会いに行く（2013年） - ゆういち（幼少） 役
- 魔女の宅急便（2014年） - マル 役
- 青天の霹靂（2014年） - 信吉（幼少） 役
- トワイライト ささらさや（2014年） - ユウタロウ（幼少期） 役

### テレビドラマ
- オルトロスの犬（2009年、TBS） - 碧井涼介（幼少） 役
- エンゼルバンク〜転職代理人（2010年、テレビ朝日） - 笹塚将太 役
- ジョーカー 許されざる捜査官（2010年、フジテレビ） - 幸田伊吹 役
- 花嫁のれん（2010年、フジテレビ） - 良美の息子 役
- CO 移植コーディネーター（2011年、WOWOW） - 立花洋大 役
- LADY〜最後の犯罪プロファイル〜（2011年、TBS） - 巽（幼少） 役
- ストロベリーナイト 第8話（2012年、フジテレビ） - 翼（幼少） 役
- ランナウェイ〜愛する君のために（2011年、TBS） - 田口健太　役
- 早海さんと呼ばれる日スペシャル（2012年、フジテレビ） - 入江陽 役
- 平清盛 第22 - 26話（2012年、NHK） - 清四郎 役
- シングルマザーズ（2012年、NHK） - 大平真人 役
- 遺留捜査 第2シリーズ 第1話（2012年、テレビ朝日） - 木村圭介（幼少） 役
- ぱじ〜ジイジと孫娘の愛情物語（2013年、テレビ東京） - ヨリオ 役
- Dr.DMAT 第5話（2014年、TBS） - 丸山翔太 役
- 極悪がんぼ 第9話（2014年6月9日、フジテレビ） - 天枝一郎 役
- おやじの背中 第10話（2014年、TBS） - 北別府寅雄 役
- 結婚に一番近くて遠い女（2015年、日本テレビ） - 男児 役
- 水曜ミステリー9「事故調」（2015年4月1日、テレビ東京） - 長田秀太 役
- 相棒 season14 第6話（2015年11月25日、テレビ朝日） - 山本将人（幼少） 役
- 青春探偵ハルヤ〜大人の悪を許さない!〜 第7話（2015年11月26日、読売テレビ） - 七瀬蓮 役
- 一の悲劇（2016年） - 富沢茂 役
- 山村美紗サスペンス 黒の滑走路5（第5作） （2019年3月23日） - 新城友哉 役

### CM
- コカ・コーラ「アクエリアス アンセム篇」
- ハウス食品「マカロニグラタンクリックアップ」
- 花王「リセッシュ」
- タカラトミー「天井いっぱい!!おやすみホームシアター」
- ライオン「トップHYGIA」
- USJ「ユニバーサル・ワンダー・クリスマス2013」

### その他
- ベネッセ こどもちゃれんじ